# Sorenson (codec)
O Sorenson (Sorenson Video Codec 3 ou SVQ3) da Apple Inc. é um formato de compressão de vídeo que oferece alta qualidade comparativamente ao tamanho pequeno apresentado pelos seus ficheiros, permitindo a sua aplicação em ficheiros de vídeo para a Internet.
Através da Internet é possível encontrar "codecs" para download que, depois, devem ser instalados no computador para funcionarem. 